# Pandoreja
Pandoreja (lat. Pandorea), biljni rod iz porodice katalpovki smješten u tribus Tecomeae Sastoji se od 9 vrsta lijana iz istočne Malezije, Australije, Nove Gvineje i do Nove Kaledonije. Tipična vrsta je Bignonia pandorana Andrews, sinonim za Pandorea pandorana.

## Opis
Zimzelene drvenaste penjačice, rjeđe grmovi. Imaju neparno peraste listove raspoređene u nasuprotnim parovima i nemaju vitice. Cvjetovi su raspoređeni na krajevima stabljike ili u gornjim pazušcima listova, ponekad se pojavljuju kao grozdovi, svaki cvijet na peteljci. Pet čašičnih listova pri dnu je sraslo tvoreći zvonoliku ili šaličastu cijev s kratkim režnjevima. Pet latica spojeno je pri dnu s dvije "usne" i postoje dva para po dva prašnika. Plod je čahura koja sadrži mnogo plosnatih krilatih sjemenki.

## Vrste
1. Pandorea baileyana (Maiden & R.T.Baker) Steenis
2. Pandorea doratoxylon (J.M.Black) J.M.Black
3. Pandorea floribunda (A.Cunn. ex DC.) Guymer
4. Pandorea jasminoides (Lindl.) K.Schum.
5. Pandorea linearis (F.M.Bailey) Guymer
6. Pandorea montana (Diels) Steenis
7. Pandorea nervosa Steenis
8. Pandorea pandorana (Andrews) Steenis
9. Pandorea stenantha Diels